# Copa de Competencia Jockey Club 1925
La Copa de Competencia «Jockey Club» 1925, fue la decimoquinta edición  de este campeonato. Se trató de un torneo oficial no regular organizado por la Asociación Argentina de Football.
La modalidad de disputa consistió en fases de eliminación directa. Participaron todos los equipos de Primera División.
El ganador fue el Club Atlético Boca Juniors, quien consiguió su segundo certamen.

## Equipos participantes
| Equipos de Primera Divsión | Ciudad       |
| -------------------------- | ------------ |
| All Boys                   | Buenos Aires |
| Alvear                     | Buenos Aires |
| Argentino de Banfield      | Banfield     |
| Argentino de Quilmes       | Quilmes      |
| Argentinos Juniors         | Buenos Aires |
| Barracas                   | Buenos Aires |
| Boca Alumni                | Buenos Aires |
| Boca Juniors               | Buenos Aires |
| Chacarita Juniors          | Buenos Aires |
| Colegiales                 | Buenos Aires |
| Del Plata                  | Buenos Aires |
| Dock Sud                   | Dock Sud     |
| El Porvenir                | Gerli        |
| General San Martín         | Buenos Aires |
| Huracán                    | Buenos Aires |
| Nueva Chicago              | Buenos Aires |
| Palermo                    | Buenos Aires |
| Porteño                    | Buenos Aires |
| Progresista                | Gerli        |
| San Fernando               | San Fernando |
| Sportsman                  | Avellaneda   |
| Temperley                  | Buenos Aires |
| Universal                  | Buenos Aires |

## Primera Fase
| Fecha    | Equipo 1             | Resultado | Equipo 2    |
| -------- | -------------------- | --------- | ----------- |
| 6/9/1925 | Alvear               | 1-1       | Sportsman   |
| 6/9/1925 | Argentino de Quilmes | 2-2       | All Boys    |
| 6/9/1925 | Boca Juniors         | 1-0       | Porteño     |
| 6/9/1925 | Colegiales           | 1-0       | Universal   |
| 6/9/1925 | Nueva Chicago        | 2-0       | Barracas    |
| 6/9/1925 | Progresista          | 1-0       | Boca Alumni |
| 6/9/1925 | Dock Sud             | 0-2       | El Porvenir |

Aclaraciones: Sportsman avanzó de fase.

### Desempate
Este partido tuvo que repetirse porque en primera instancia terminó en empate, tras el tiempo suplementario. No existían aún métodos de desempate.
| Fecha     | Equipo 1             | Resultado | Equipo 2 |
| --------- | -------------------- | --------- | -------- |
| 13/9/1925 | Argentino de Quilmes | 1-2       | All Boys |

## Fase final

### Cuadro de desarrollo
En cada llave se muestra el resultado global, exceptuando la final.
|  | Octavos de final      | Octavos de final |                    |                    | Cuartos de final | Cuartos de final |  |                    | Semifinales | Semifinales |  |              | Final | Final | Final |  |
|  |                       |                  |                    |                    |                  |                  |  |                    |             |             |  |              |       |       |       |  |
|  |                       |                  |                    |                    |                  |                  |  |                    |             |             |  |              |       |       |       |  |
|  | Boca Juniors          | 8                |                    |                    |                  |                  |  |                    |             |             |  |              |       |       |       |  |
|  | Boca Juniors          | 8                |                    |                    |                  |                  |  |                    |             |             |  |              |       |       |       |  |
|  | Alvear                | 0                |                    |                    |                  |                  |  |                    |             |             |  |              |       |       |       |  |
|  | Alvear                | 0                |                    | Boca Juniors       | 2                |                  |  |                    |             |             |  |              |       |       |       |  |
|  |                       |                  |                    | Boca Juniors       | 2                |                  |  |                    |             |             |  |              |       |       |       |  |
|  |                       |                  | Nueva Chicago      | 0                  |                  |                  |  |                    |             |             |  |              |       |       |       |  |
|  | Colegiales            | 0                | Nueva Chicago      | 0                  |                  |                  |  |                    |             |             |  |              |       |       |       |  |
|  | Colegiales            | 0                |                    |                    |                  |                  |  |                    |             |             |  |              |       |       |       |  |
|  | Nueva Chicago         | 2                |                    |                    |                  |                  |  |                    |             |             |  |              |       |       |       |  |
|  | Nueva Chicago         | 2                |                    |                    |                  |                  |  | Boca Juniors       | 3           |             |  |              |       |       |       |  |
|  |                       |                  |                    |                    |                  |                  |  | Boca Juniors       | 3           |             |  |              |       |       |       |  |
|  |                       |                  | El Porvenir        | 1                  |                  |                  |  |                    |             |             |  |              |       |       |       |  |
|  | Progresista           | 4                | El Porvenir        | 1                  |                  |                  |  |                    |             |             |  |              |       |       |       |  |
|  | Progresista           | 4                |                    |                    |                  |                  |  |                    |             |             |  |              |       |       |       |  |
|  | El Porvenir           | 5                |                    |                    |                  |                  |  |                    |             |             |  |              |       |       |       |  |
|  | El Porvenir           | 5                |                    | El Porvenir        | 5                |                  |  |                    |             |             |  |              |       |       |       |  |
|  |                       |                  |                    | El Porvenir        | 5                |                  |  |                    |             |             |  |              |       |       |       |  |
|  |                       |                  | All Boys           | 1                  |                  |                  |  |                    |             |             |  |              |       |       |       |  |
|  | All Boys              | 3                | All Boys           | 1                  |                  |                  |  |                    |             |             |  |              |       |       |       |  |
|  | All Boys              | 3                |                    |                    |                  |                  |  |                    |             |             |  |              |       |       |       |  |
|  | San Fernando          | 2                |                    |                    |                  |                  |  |                    |             |             |  |              |       |       |       |  |
|  | San Fernando          | 2                |                    |                    |                  |                  |  |                    |             |             |  | Boca Juniors | 1     | 1     |       |  |
|  |                       |                  |                    |                    |                  |                  |  |                    |             |             |  | Boca Juniors | 1     | 1     |       |  |
|  |                       |                  | Argentinos Juniors | 1                  | 0                |                  |  |                    |             |             |  |              |       |       |       |  |
|  | Argentino de Banfield | 0                | Argentinos Juniors | 1                  | 0                |                  |  |                    |             |             |  |              |       |       |       |  |
|  | Argentino de Banfield | 0                |                    |                    |                  |                  |  |                    |             |             |  |              |       |       |       |  |
|  | Argentinos Juniors    | 2                |                    |                    |                  |                  |  |                    |             |             |  |              |       |       |       |  |
|  | Argentinos Juniors    | 2                |                    | Argentinos Juniors | 4                |                  |  |                    |             |             |  |              |       |       |       |  |
|  |                       |                  |                    | Argentinos Juniors | 4                |                  |  |                    |             |             |  |              |       |       |       |  |
|  |                       |                  | Huracán            | 2                  |                  |                  |  |                    |             |             |  |              |       |       |       |  |
|  | Palermo               | 0                | Huracán            | 2                  |                  |                  |  |                    |             |             |  |              |       |       |       |  |
|  | Palermo               | 0                |                    |                    |                  |                  |  |                    |             |             |  |              |       |       |       |  |
|  | Huracán               | 2                |                    |                    |                  |                  |  |                    |             |             |  |              |       |       |       |  |
|  | Huracán               | 2                |                    |                    |                  |                  |  | Argentinos Juniors | 2           |             |  |              |       |       |       |  |
|  |                       |                  |                    |                    |                  |                  |  | Argentinos Juniors | 2           |             |  |              |       |       |       |  |
|  |                       |                  | Temperley          | 1                  |                  |                  |  |                    |             |             |  |              |       |       |       |  |
|  | Chacarita Juniors     | 0                | Temperley          | 1                  |                  |                  |  |                    |             |             |  |              |       |       |       |  |
|  | Chacarita Juniors     | 0                |                    |                    |                  |                  |  |                    |             |             |  |              |       |       |       |  |
|  | General San Martín    | 2                |                    |                    |                  |                  |  |                    |             |             |  |              |       |       |       |  |
|  | General San Martín    | 2                |                    | General San Martín | 0                |                  |  |                    |             |             |  |              |       |       |       |  |
|  |                       |                  |                    | General San Martín | 0                |                  |  |                    |             |             |  |              |       |       |       |  |
|  |                       |                  | Temperley          | 2                  |                  |                  |  |                    |             |             |  |              |       |       |       |  |
|  | Temperley             | 3                | Temperley          | 2                  |                  |                  |  |                    |             |             |  |              |       |       |       |  |
|  | Temperley             | 3                |                    |                    |                  |                  |  |                    |             |             |  |              |       |       |       |  |
|  | Del Plata             | 1                |                    |                    |                  |                  |  |                    |             |             |  |              |       |       |       |  |
|  | Del Plata             | 1                |                    |                    |                  |                  |  |                    |             |             |  |              |       |       |       |  |
|  |                       |                  |                    |                    |                  |                  |  |                    |             |             |  |              |       |       |       |  |

### Octavos de final
A los siete vencedores de la fase anterior se le sumaron nueve equipos.
| Fecha      | Equipo 1              | Resultado | Equipo 2           |
| ---------- | --------------------- | --------- | ------------------ |
| 18/10/1925 | All Boys              | 3-2       | San Fernando       |
| 18/10/1925 | Argentino de Banfield | 0-2       | Argentinos Juniors |
| 18/10/1925 | Boca Juniors          | 8-0       | Alvear             |
| 18/10/1925 | Chacarita Juniors     | 0-2       | General San Martín |
| 18/10/1925 | Colegiales            | 0-2       | Nueva Chicago      |
| 18/10/1925 | Palermo               | 0-2       | Huracán            |
| 18/10/1925 | Progresista           | 2-2       | El Porvenir        |
| 18/10/1925 | Temperley             | 3-1       | Del Plata          |

#### Desempate
| Fecha      | Equipo 1    | Resultado | Equipo 2    |
| ---------- | ----------- | --------- | ----------- |
| 20/10/1925 | Progresista | 2-3       | El Porvenir |

### Cuartos de final
| Fecha      | Equipo 1           | Resultado | Equipo 2      |
| ---------- | ------------------ | --------- | ------------- |
| 25/10/1925 | Argentinos Juniors | 4-2       | Huracán       |
| 25/10/1925 | Boca Juniors       | 2-0       | Nueva Chicago |
| 25/10/1925 | El Porvenir        | 5-1       | All Boys      |
| 25/10/1925 | General San Martín | 0-2       | Temperley     |

### Semifinales
| Fecha      | Equipo 1           | Resultado | Equipo 2    |
| ---------- | ------------------ | --------- | ----------- |
| 15/11/1925 | Argentinos Juniors | 1-1       | Temperley   |
| 15/11/1925 | Boca Juniors       | 3-1       | El Porvenir |

#### Desempate
| Fecha      | Equipo 1           | Resultado | Equipo 2  |
| ---------- | ------------------ | --------- | --------- |
| 22/11/1925 | Argentinos Juniors | 1-0       | Temperley |

### Final
| Fecha               | Equipo 1     | Resultado | Equipo 2           |
| ------------------- | ------------ | --------- | ------------------ |
| 18 de abril de 1926 | Boca Juniors | 1-1       | Argentinos Juniors |

#### Desempate
| Fecha               | Equipo 1     | Resultado | Equipo 2           |
| ------------------- | ------------ | --------- | ------------------ |
| 25 de abril de 1926 | Boca Juniors | 1-0       | Argentinos Juniors |

|                                 |
|                                 |
| Campeón Boca Juniors 2.º título |